# L'intrusa (film, 2017)
Pour les articles homonymes, voir L'intrusa.
Pour plus de détails, voir Fiche technique et Distribution.
L'intrusa est un film italien de Leonardo Di Costanzo, réalisé en coproduction avec la France et sorti en 2017.

## Synopsis
Une cité populaire autour de Naples. Giovanna, la cinquantaine bien passée, assure la direction d'un centre aéré situé dans un fort désaffecté, La Masseria. Un lieu protégé de la violence des clans mafieux qui gangrènent la région. Jusqu'au jour où Maria, l'épouse d'un camorriste en fuite s'installe, en urgence, au sein de la communauté. Face aux risques encourus, Giovanna doit affronter courageusement un dilemme d'une infinie complexité.

## Fiche technique
- Titre original : L'intrusa
- Réalisation : Leonardo Di Costanzo
- Scénario : Maurizio Braucci, Bruno Oliviero et L. Di Costanzo
- Photographie : Hélène Louvart - Couleur
- Musique : Marco Cappeli, Adam Rudolph
- Son : Maricetta Lombardo
- Montage : Carlotta Cristiani
- Décors : Luca Servino
- Costumes : Loredana Buscemi
- Production : Tempesta, Anka Films Production, Capricci Films - Carlo Cresto-Dina, Giorgio Gasparini
- Pays d'origine :  Italie
- Durée : 95 minutes
- Genre : Drame
- Dates de sortie :
  -  Italie : 28 septembre 2017
  -  France : 22 mai 2017 au Festival de Cannes (Quinzaine des réalisateurs) et le 13 décembre 2017 en salles
  - France en avant première au Festival De l'Utopie dans les toiles le 1er décembre 2017...

## Distribution
- Raffaella Giordano (it) : Giovanna
- Valentina Vannino : Maria
- Martina Abbate : Rita
- Anna Patierno : Sabina
- Flavio Rizzo : Vittorio
- Marcello Fonte : Mino
- Maddalena Stornaiuolo : Carmela